# Thracia curta
Thracia curta är en musselart som beskrevs av Conrad 1837. Thracia curta ingår i släktet Thracia och familjen Thraciidae. Inga underarter finns listade i Catalogue of Life.